# Cylindera
Cylindera  (лат.) — род жуков-жужелиц из подсемейства скакунов. Ранее входил в состав рода Cicindela в качестве подрода, но после ревизии Erwin & Pearson в 2008 году выделен в самостоятельный род. Известно свыше 200 видов, которые встречаются повсеместно.

## Виды
Виды данного рода распространённые на территории России:
- Cylindera germanica (Linné, 1758)
- Cylindera gracilis (Pallas, 1773)
- Cylindera obliquefasciata (M. F.Adams, 1817)
- Cylindera arenaria (Füessly, 1775)
- Cylindera contorta (Fischer von Waldheim, 1828)
- Cylindera elisae (Motschulsky, 1859)
- Cylindera inscripta (Zoubkoff, 1833)
- Cylindera litterifera (Chaudoir, 1842)
- Cylindera mongolica (Faldermann, 1835)
- Cylindera sublacerata (Solsky, 1874)
- Cylindera trisignata (Dejean, 1822)